# Shinoda Mariko
Shinoda Mariko (Nhật: 篠田 麻里子 Tiểu Điền Ma Lý Tử?) (sinh ngày 11 tháng 3 năm 1986 ở Fukuoka) là một ca sĩ, diễn viên, người mẫu thời trang, và thành viên duy nhất của nhóm nhạc thần tượng Nhật Bản AKB48 thế hệ 1.5, trong đó cô là đội trưởng của đội A.
Tốt nghiệp khỏi AKB48 vào ngày 21/7/2013 tại Fukuoka PayPay Dome với bài hát "Namida no sei Janai".

## Xuất bản

### Với AKB48
- Skirt, Hirari (スカート、ひらり?) - as one of backup dancers
- Aitakatta (会いたかった?)
- Seifuku ga Jama o Suru (制服が邪魔をする?)
- Keibetsu Shiteita Aijo (軽蔑していた愛情?)
- Bingo!
- Boku no Taiyo (僕の太陽?)
- "Romance, Irane" (ロマンス、イラネ?)
- Sakura no Hanabiratachi 2008 (桜の花びらたち2008?)
- Baby! Baby! Baby!
- Ōgoe Diamond (大声ダイヤモンド?)
- 10nen zakura (10年桜?)
- Namida Surprise! (涙サプライズ!?)
- Iiwake Maybe (言い訳Maybe?)
- River
- Sakura no Shiori (桜の栞?)
  - Majisuka Rock 'n' Roll (マジスカロックンロール?)
- Ponytail to Shushu (ポニーテールとシュシュ?)
  - Majijo Teppen Blues (マジジョテッペンブルース?)
- Heavy Rotation (ヘビーローテーション?)
  - Lucky Seven (ラッキーセブン?)
  - Yasai Sisters (野菜シスターズ?)
- Beginner
  - Yoyaku Shita Christmas (予約したクリスマス?)
  - Kurumi to Dialogue (胡桃とダイアローグ?)
- Sakura no Ki ni Narou (桜の木になろう?)
- Dareka no tameni -What can I do for Someone?-<Download-only charity song> (誰かのために -What can I do for Someone?-<配信限定チャリティソング>?)
- Everyday, Kachusha (Everyday, カチューシャ?)
  - Kore kara Wonderland (これからWonderland?)
  - Yankee Soul (ヤンキーソウル?)
- Flying Get (フライングゲット?)
  - Seishun to kizukanai mama (青春と気づかないまま?)
  - Ice no kuchizuke (アイスのくちづけ?)
  - Yasai uranai (野菜占い?)
- Kaze wa Fuiteiru (風は吹いている?)
- Ue kara Mariko (上からマリコ?) (center) - She portrayed the role of a Biology teacher who is also a Janken expert.
- Give Me Five! - played the tambourine
- Manatsu no Sounds Good! (真夏のSounds Good!?)
  - Chōdai, Darling! (ちょうだい、ダーリン!?)
- Gingham Check (ギンガムチェック?)
  - Yume no Kawa (夢の河?)
- UZA
  - Kodoku na Hoshizora (孤独な星空?)
- Eien Pressure (永遠プレッシャー?)

### Sự kiện
- Tokyo Girls Collection (2009–2010)

## Phim tham gia

### Phim
| Năm  | Tên tiếng Anh                               | Vai       |
| ---- | ------------------------------------------- | --------- |
| 2011 | Documentary of AKB48: To Be Continued       | Vai chính |
| 2011 | Inu no Eiga (犬とあなたの物語 いぬのえいが) | Sudo-san  |
| 2011 | Gal Basara: Sengoku Jidai wa Kengai Desu    |           |

### Phim bộ truyền hình
| Năm  | Tên | Vai            |
| ---- | --- | -------------- |
| 2009 | Love Game episode 11 | Ruka           |
| 2009 | Gine Sanfujinka no onna tachi (ja:ギネ 産婦人科の女たち Gyne Ladies of ob-gyn)                                               | Toda           |
| 2010 | Majisuka Gakuen (ja:マジすか学園)                                                                                            | Sado           |
| 2011 | Taisetsu na koto wa subete kimi ga oshiete kureta (ja:大切なことはすべて君が教えてくれた You taught me all important things) | Vai chính      |
| 2011 | Sakura kara no tegami (桜からの手紙 〜AKB48 それぞれの卒業物語〜)                                                            | Mariko Shinoda |
| 2011 | Majisuka Gakuen 2 (マジすか学園2)                                                                                            | Sado           |
| 2011 | {Ouran High School Host Club}                                                                                                | michelle       |

### Truyền hình
| Năm       | Tên tiếng Anh                                                         | Vai       |
| --------- | --------------------------------------------------------------------- | --------- |
| 2007      | Faitenshon Depāto (ja:ファイテンション☆デパート Fight Tention Depart) | Vai chính |
| 2008      | AKB 1:59 (ja:AKB1じ59ふん! AKB 1ji 59fun)                             | Vai chính |
| 2008      | AKB 0:59 (ja:AKB0じ59ふん! AKB 0ji 59fun)                             | Vai chính |
| 2008      | Gold House (ja:ゴールドハウス)                                        | Vai chính |
| 2008–2011 | AKBingo!                                                              | Vai chính |
| 2008–2009 | AKB48 Nemousu TV (ja:AKB48ネ申テレビ)                                 | Vai chính |
| 2008–2010 | Jaikeru Makuson (ja:ジャイケルマクソン)                               | Vai chính |
| 2009–2010 | Omoikkiri Pon! (ja:おもいッきりPON!)                                  | Vai chính |
| 2009–2011 | Shukan AKB48 (ja:週刊AKB Weekly AKB)                                  | Vai chính |
| 2009–2011 | Nobunaga (ja:ノブナガ)                                                | Vai chính |
| 2010      | AKB600sec.                                                            | Vai chính |
| 2010-     | Uma Pro (ja:うまプロ)                                                 | Vai chính |
| 2010-     | AKB to ××! (ja:AKBと××!)                                              | Vai chính |
| 2011      | Documentary of AKB48                                                  | Vai chính |
| 2011      | Mariko-sama no Orikousama!                                            | Vai chính |